# Aleksandar Radojević
Aleksandar Radojević (Herceg Novi, Montenegro, Yugoslavia, 8 de agosto de 1976) es un exjugador de baloncesto de nacionalidad bosnia. Con 2,21 m (7′ 3″) de estatura, jugaba en la posición de pívot.

## Trayectoria deportiva

### Universidad
Existe controversia con el lugar de nacimiento de Radojević, ya que a la más popular de que nació en la República Socialista de Montenegro, se le une la otra teoría que dice que nacie en Trebinje, en la República Socialista de Bosnia y Herzegovina.
Radojević comenzó jugando al baloncesto a los 16 años, después de jugar antes al fútbol y al waterpolo.
El pívot de 2,21 m (7′ 3″) comenzó su carrera en el Lovcen Cetinje, donde pasó la 1995-96. En la 1996-97 se marchó al KK Budućnost Podgorica, donde jugó esporádicamente. Para la siguiente campaña se fue a Estados Unidos a jugar a Barton County Community College en el Condado de Barton, Kansas, donde pasó dos temporadas, de 1997 a 1999. En Barton firmó dos años con unos números destacables. En su debut promedió 10.3 puntos, 6 rebotes y 2.7 tapones. En su segunda y última campaña allí mejoró hasta los 15.4 puntos, 9 rebotes y 4 tapones.
Radojević estableció en la escuela récords de tapones por partido, temporada (153) y carrera (241). Después, el pívot comentó que había recibido dinero para fichar por la Universidad de Ohio State después de su año freshman. Una vez descubierto, en 2004 Ohio State despedía al que era su entrenador, Jim O’Brien, por haber admitido el pago de 6.000 dólares al jugador para su ingreso en la universidad en 1999, jugador que nunca llegaría a ponerse la camiseta de los Buckeyes ni de ningún otra universidad por aceptar ese pago. O'Brien argumentó que ese dinero era para la familia de Radojević, ya que su padre se estaba muriendo y no tenían dinero para medicina o para el funeral.
Ese hecho finalmente motivó que Radojević se presentara al Draft de la NBA.

### Profesional
Radojević fue elegido por Toronto Raptors en el puesto 12 de la primera ronda del Draft de la NBA de 1999. Después de debutar frente a los Boston Celtics (jugó 1 minuto) se lesionó la rodilla izquierda y no volvió hasta los dos últimos encuentros de la temporada 1999-00. En esos tres partidos promedió 2.3 puntos y 2.7 rebotes. El 12 de enero de 2001 fue traspasado a Denver Nuggets, junto con Kevin Willis, Garth Joseph y una segunda ronda, a cambio de Keon Clark, Tracy Murray y Mamadou N'Diaye. El 22 de octubre del mismo año, era traspasado a Milwaukee Bucks por Scott Williams y una futura primera ronda. Al poco tiempo fue cortado por los Bucks.
Después de su pobre inicio en la NBA se marchó a Europa en busca de minutos. Para la 2001-02 se fue a jugar al Union Olimpija esloveno. 
Después tuvo un breve paso por el Basket Livorno de la LEGA. En la 2002-03 jugó en el Telekom Baskets Bonn de la liga alemana y en la 2003-04 en el PAOK Salónica BC de la liga griega, antes de regresar a la NBA para jugar en Utah Jazz en la temporada 2004-05. En los Jazz promedió 1.6 puntos y 2.3 rebotes en 12 partidos. Acabó la temporada en el Asseco Prokom Sopot de Polonia. En la 2005-06 regresó a Grecia con el Olympia Larissa BC. Dos años estuvo luego en Apoel Nicosia de Chipre, equipo en el que se mantendría hasta 2012, aunque, entremedias, jugó para varios clubes más.
En 2013 fichó por el Windsor Express de la Liga de Canadá. Se retiró ese mismo año

## Estadísticas de su carrera en la NBA

### Temporada regular
| Temporada | Edad | Equipo          | Liga | P  | TIT | MIN  | TC  | TCA | %TC  | 3P  | 3PA | %3P | TL  | TLA | %TL  | R.OF. | R.DEF. | REB | ASIS | ROB | TAP | PER | FP  | PTS |
| 1999-00   | 23   | Toronto Raptors | NBA  | 3  | 0   | 8.0  | 0.7 | 2.3 | .286 | 0.0 | 0.0 |     | 1.0 | 2.0 | .500 | 0.7   | 2.0    | 2.7 | 0.3  | 0.7 | 0.3 | 1.7 | 1.7 | 2.3 |
| 2004-05   | 28   | Utah Jazz       | NBA  | 12 | 6   | 10.7 | 0.5 | 1.6 | .316 | 0.0 | 0.0 |     | 0.6 | 0.8 | .700 | 0.8   | 1.6    | 2.3 | 0.5  | 0.0 | 0.2 | 1.3 | 2.7 | 1.6 |
| Total     |      |                 | NBA  | 15 | 6   | 10.1 | 0.5 | 1.7 | .308 | 0.0 | 0.0 |     | 0.7 | 1.1 | .625 | 0.7   | 1.7    | 2.4 | 0.5  | 0.1 | 0.2 | 1.3 | 2.5 | 1.7 |